# Văleni (Bucsony község)
Văleni falu Romániában, Erdélyben, Fehér megyében. Közigazgatásilag Bucsony községhez tartozik.

## Fekvése
Bucsum-Muntár közelében fekvő település.

## Története
Văleni korábban Bucsum-Muntár része volt, 1956 körül vált külön 85 lakossal.
1966-ban 64, 1977-ben 35, 1992-ben 21, 2002-ben pedig 15 román lakosa volt.